# Karl Ruberl
Karl August Ruberl, später Charles Ruberl (* 3. Oktober 1880 in Wien, Österreich-Ungarn; † 12. Dezember 1966 in New York) war ein österreichisch-US-amerikanischer Schwimmer.
Ruberl wurde in Wien geboren und schwamm für Austria Wien.  Ruberl nahm für Österreich an den Olympischen Spielen 1900 in Paris teil. Er nahm an drei Schwimmwettbewerben teil, alle gingen über 200 m. Er gewann im Rückenschwimmen die Silbermedaille und im Freistil die Bronzemedaille. Außerdem belegte er im Hindernisschwimmen den vierten Platz.
Nach den Olympischen Spielen wanderte er noch 1900 in die Vereinigten Staaten aus und wurde vier Jahre später US-amerikanischer Staatsbürger. Er änderte seinen Namen in Charles Ruberl und führte den Schwimmsport in seiner Wahlheimat New York weiter. Er startete für den New York Athletic Club und erschwamm zahlreiche nationale Rekorde. Nach seiner Karriere ging er ins Bankgeschäft und gründete die Bank Bainbridge, Ryan & Ruberl, die auch am New York Stock Exchange aktiv war. Ruberl trat aber schon vor dem Schwarzer Donnerstag wieder aus dem Bankgeschäft aus.
Ruberl war außerdem ein begeisterter Musiker und spielte an der Brooklyn Academy of Music Violine und Piano. Er lebte bis zu seinem Tod in New York City und war mit dem Schwimmer Otto Wahle befreundet, der ebenfalls aus Österreich stammte und in die Vereinigten Staaten ausgewandert war.